# Irwin (Idaho)
Pour les articles homonymes, voir Irwin.
Irwin est une ville américaine située dans le comté de Bonneville en Idaho.

## Démographie
| 1950 | 1960 | 1970 | 1980 | 1990 | 2000 |
| ---- | ---- | ---- | ---- | ---- | ---- |
| 147  | 330  | 228  | 113  | 108  | 157  |

| 2010 | - | - | - | - | - |
| ---- | - | - | - | - | - |
| 219  | - | - | - | - | - |

Selon le recensement de 2010, Irwin compte 219 habitants. La municipalité s'étend sur 2,45 milles carrés (6,35 km2).